# Ван Чень (лікар)
Ван Чень (спрощ.: 王辰; піньїнь: Wáng Chén, 7 серпня 1962) — китайський лікар-пульмонолог, який є віце-президентом Китайської інженерної академії (CAE) і президентом Пекінського медичного коледжу. Він є членом Китайської асоціації лікарень (CHA) і Китайської медичної асоціації (CMDA).

## Біографія
Ван Чень народився в Дечжоу у провінції Шаньдун, 7 серпня 1962 року. Він закінчив Столичний університет медичних наук, де отримав ступінь бакалавра в 1985 році та ступінь доктора в 1991 році з медицини. У 1994 році він проводив постдокторські дослідження в Техаському університеті.
З 1993 по 2013 рік Ван Чень працював у пекінській лікарні Чаоян, де послідовно був заступником директора, віце-президентом і президентом. З січня 2013 року по вересень 2014 року перебував на короткостроковій роботі в міністерстві охорони здоров'я. У вересні 2014 року він був призначений президентом Китайсько-японської лікарні дружби. Після того, як у січні 2018 року ця посада була скасована, він став президентом Пекінського медичного коледжу. У травні 2018 року він став віце-президентом Китайської інженерної академії.
5 лютого 2020 року Ван дав інтерв'ю Бай Яньсону на національному телебаченні Китаю і сказав, що ситуація в Ухані була жахливою, і багато хворих не були госпіталізовані вчасно, що є великим тиском; він був одним із перших і відомих прихильників лікарень Фанцан для хворих на COVID-19 у Китаї.
Ван Чень був делегатом 19-го національного з'їзду Комуністичної партії Китаю та членом 13-го постійного комітету Народної політичної консультативної ради Китаю.

## Діяльність
Під час спалаху атипової пневмонії в Пекіні в 2003 році та пандемії грипу в 2009 році його призначили головою Національної групи клінічних експертів, яка розробила серію діагностичних і лікувальних процедур для лікування великої кількості пацієнтів.

## Відзнаки та нагороди
- Листопад 2013 року — Член Китайської інженерної академії
- Медична премія Ву Цзепіна — 1 грудня 2019 року[3]
- Іноземний співробітник Національної медичної академії — 19 жовтня 2020 року[4]